# Альтком
«Альтком» — фінансово-промислова група (ФПГ), одна з найбільших в Україні[джерело?]. Головний офіс компанії розташований в місті Києві. Компанія заснована 2000 року.
До складу фінансово-промислової групи «Альтком» входять підприємства, які здійснюють весь спектр робіт: видобуток, виготовлення і перероблювання будівельної сировини та матеріалів, всі етапи з проєктування, промислового і цивільного будівництва, а також будівництва автодоріг будь-якої категорії та складності..

## Керівництво
Засновники ФПГ «Альтком» — Олександр Тисленко і Сергій Павлічев. Зараз, окрім них, кінцевими бенефіціарами компанії також є фірми «Альтком Б. В.» і Altcom Global N.V. з Нідерландів. Офіційним власником компанії є Олександр Тисленко
Неофіційним власником називають Колеснікова Бориса Вікторовича. Сам Колесніков спростував цю інформацію.
- Голова Ради директорів — Тисленко Олександр Валерійович.
- Генеральний директор — Павлічев Сергій Валерійович.
- Заступник Генерального директора — Ковальов Михайло Вікторович.
- Заступник Генерального директора — Підгорний Дмитро Анатолійович.

## Структура
Сьогодні до складу ФПГ «Альтком» входять такі підприємства:
- Дорожнє будівництво «Альтком» (проєктування, будівництво та реконструкція автомагістралей, мостів і залізниць);
- «Альтком-Нерудпром» (видобуток і перероблювання нерудних матеріалів); (діяльність припинена з 26.11.2013)[10]
- «Альтком-Стоун» (виробництво виробів з цілісного природного каменю);
- «Альтком-Інвестбуд» (проєктування, будівництво та реконструкція житлових будівель і промислових споруд);
- «Альтком-Керам» (виробництво лицьової та рядової цегли); — в стані припинення[11] банкрут[12]
- «Альтком-Трансмеханізація» (надання послуг з перевезення будь-яких вантажів, ремонту та обслуговування автомобілів);
- «Альтцем» (виробництво цементу). — (так і не побудований, будівництво заблоковано[13])
- «АЛЬТКОМ-МОСТ» (з 24.05.2017 «ЄВРОПЕЙСЬКА ДОРОЖНЬО-БУДІВЕЛЬНА КОМПАНІЯ»)[14]

## Діяльність

### 2000—2013
З моменту заснування підприємства ФПГ «Альтком» беруть активну участь у зведенні таких важливих інфраструктурних об'єктів країни, як стадіон та злітно-посадкова смуга у Львові, реконструкція терміналу та будівництво нової злітно-посадкової смуги в Міжнародному аеропорті «Донецьк», яка свого часу була найсучаснішою в Україні та однією з найкращих в Європі.
Компанія працює не тільки в Україні, а й за її межами, зокрема в таких країнах, як Росія, Румунія.
У вересні 2009 року компанія виграла тендер на будівництво автодорожнього мосту у Туркменістані., а у квітні 2013 року підписала контракти з трьома туркменськими держкомпаніями на будівництво ще двох мостів та аеропорти Туркменабад та Дашогуз у Туркменістані. Але через порушення термінів будівництва закінчувало будівництво аеропорту Туркменабад ПП «Гундогди» (Туркменістан)
Також у 2013 році компанія виграла тендер на будівництво ділянки дороги в Грузії на суму близько 735 млн гривень. Але згодом контракт було розірвано через значне відставання від графіку виконання робіт. Згодом уряд Грузії відсудив в компанії 6,8 млн євро штрафу за невиконання зобов'язань
ФПГ «Альтком» займала лідерські позиції в галузі будівництва доріг і великих інфраструктурних проєктів по Україні, і володіла найбільшим і найсучаснішим парком спецтехніки в Україні: понад 500 одиниць високотехнологічних машин провідних світових виробників («Case», «Caterpillar» і «Komatsu», «Wirtgen» та інші).

### 2014— сьогодення
У липні 2014 року Служба автомобільних доріг у Полтавській області замовила компанії ремонт траси Р-60 Кролевець-Конотоп-Ромни-Пирятин за 83,87 мільйона гривень. 22 вересня того ж року за результатами тендеру Служба автомобільних доріг в Миколаївській області замовила компанії поточний середній ремонт автодороги державного значення Н-11 Дніпро-Миколаїв (через Кривий Ріг) за 86,81 мільйона гривень.
У 2015 році «Альтком» виграв тендер на реконструкцію ділянки автомагістралі № 1 R8 Румайла — Басра і Сафван в Іраку, загальною довжиною 112 кілометрів. Замовником виступає Міністерство цивільного і житлового будівництва Іраку. Реконструкція реалізується на кошти кредиту Світового банку в рамках проєкту іракського уряду по створенню транспортних коридорів.
28 серпня 2018 року «Київавтошляхміст» за результатами тендеру замовив ТОВ «Укртрансмост», яку пов'язують з «Альткомом», ремонт Північного моста через Дніпро і моста через Десенку за 287 млн 870 млн грн. До кінця 2020 року виконають поточний середній ремонт тротуарів з заміною покриття, гідроізоляції проїжджої частини, в тому числі в місцях зони огорож, водовідвідних лотків, поручнів і кріплень перильного огородження.
У 2019 році компанія разом з Онур Конструкціон Інтернешнл приступила до будівництва першої сучасної бетонної дороги в Україні Н-31 Дніпро-Царичанка-Кобеляки-Решетилівка.
5 вересня того ж року Служба автомобільних доріг у Запорізькій області уклала дві угоди з ТОВ "Шляхове будівництво «Альтком» про додаткові послуги з поточного середнього ремонту автодороги Н-08 Бориспіль — Дніпро — Запоріжжя — Маріуполь на загальну суму 1,33 млрд грн.
Також 31 жовтня 2019 року компанія виграла тендер від комунального підприємства «Аеропорт Вінниця» з очікуваною вартістю 962,6 млн грн з реконструкції аеропорту «Вінниця», розташованого на території Гавришівської сільради Вінницького району, в 7,5 км від обласного центру. До кінця 2021 року планується виконати дорожні роботи та влаштувати інженерне забезпечення.. Однак «уряд Гончарука фактично зняв ці кошти з бюджету для реконструкції аеропорту»
Станом на 2020 рік компанія є один із лідерів дорожнього будівництва в Україні, працює на кількох державних об'єктах в Київській, Полтавській, Запорізькій, Миколаївській областях, а також виконує роботи в аеропорту «Бориспіль».
Мережа філій ФПГ охоплює Грузію, Ірак, Казахстан, Туркменістан.